# Grano de Oro
Grano de Oro är en ort i Mexiko.   Den ligger i kommunen Jalpan och delstaten Puebla, i den sydöstra delen av landet, 170 km nordost om huvudstaden Mexico City. Grano de Oro ligger 580 meter över havet och antalet invånare är 128.
Terrängen runt Grano de Oro är huvudsakligen kuperad, men den allra närmaste omgivningen är platt. Grano de Oro ligger uppe på en höjd. Runt Grano de Oro är det ganska tätbefolkat, med 62 invånare per kvadratkilometer. Närmaste större samhälle är Tlaxco, 15,8 km väster om Grano de Oro. Omgivningarna runt Grano de Oro är en mosaik av jordbruksmark och naturlig växtlighet.